# Gavin Warren
Gavin Hunter Warren (Houston (Texas), 17 april 2008) is een Amerikaans acteur. Hij speelde in diverse films en series, waaronder The Man in the White Van, NCIS: New Orleans en Fear the Walking Dead.

## Filmografie

### Film
- 2018: Back Roads, als Zack Mercer
- 2018: First Man, als Rick Armstrong
- 2019: Mack, als jonge Mack
- 2021: 12 Mighty Orphans, als jonge Rusty
- 2021: A Hard Problem, als jonge Ian
- 2023: #FBF, als Christian
- 2023: The Man in the White Van, als Daniel
- 2024: Night Swim, als Elliot Waller
- 2025: The Unbreakable Boy, als Logan LeRette
- 2025: The Empy Chair, als John Semander

### Televisie
- 2017: Two Wongs Make a White, als Sonny Wong
- 2018: Great Day Houston, als zichzelf
- 2019: Daybreak, als 8-jarige Josh
- 2019: Houston Life, als zichzelf
- 2020: NCIS: New Orleans, als jonge Dwayne Pride
- 2023: Fear the Walking Dead, als Finch